# Bābā Kandī (ort, lat 37,56, long 47,07)
Bābā Kandī (persiska: بابا کندی, Bābā Kandī Kūh) är en ort i Iran.   Den ligger i provinsen Östazarbaijan, i den nordvästra delen av landet, 400 km nordväst om huvudstaden Teheran. Bābā Kandī ligger 1 841 meter över havet och antalet invånare är 196.
Terrängen runt Bābā Kandī är platt åt sydväst, men åt nordost är den kuperad. Terrängen runt Bābā Kandī sluttar söderut.Runt Bābā Kandī är det ganska glesbefolkat, med 39 invånare per kvadratkilometer. Närmaste större samhälle är Hashtrūd, 8,8 km söder om Bābā Kandī. Trakten runt Bābā Kandī består i huvudsak av gräsmarker.